# Disney XD (France)
Ne doit pas être confondu avec Disney XD.
Disney XD est une ancienne chaîne de télévision en langue française destinée aux préadolescents et adolescents appartenant à The Walt Disney Company France. Elle cesse d'émettre à partir du 7 avril 2020 à la suite du lancement de Disney+.

## Histoire
Le 12 février 2009, à la suite du rachat de la totalité de Jetix Europe par Disney, Disney annonce le remplacement de Jetix France par Disney XD à compter du 1er avril 2009 à 7h.
Le 20 septembre 2011, une version en haute définition de Disney XD est lancée.
Le 14 décembre 2015, Disney et Canal+ signent un contrat rendant les chaînes Disney Junior, Disney XD et Disney Cinema ainsi que Disney English des services exclusifs de l'opérateur Canal (ex-Canalsat) ,.
En janvier 2020, Disney XD ne diffuse plus des publicités pour ne laisser que les bandes annonces et jingles de la chaîne.
Le 28 février 2020, Canal+ annonce l'arrêt des chaînes Disney XD et Disney Cinema au 31 mars 2020 . À la suite du report de Disney+ en France, son arrêt est retardé au 7 avril 2020.
Depuis le 31 mars 2020, Disney XD n'est plus diffusée en Belgique puis en Suisse.
En France métropolitaine, la chaîne s'est arrêtée pendant un épisode de Carrément chat, vers 2 h 3 du matin. Il affiche alors le message : "Cette chaîne a mis fin à sa diffusion, retrouvez tous vos contenus Disney avec Canal+", ou plus tard, "Cette chaîne a mis fin à sa diffusion, retrouvez Disney+ en chaîne 16".
À la suite du lancement de Disney+, le 2 octobre 2020 en France d'outre-mer et en Afrique, Disney Cinema et Disney XD ont mis fin à leurs diffusions le 1er mai 2020 à 5 h 50.

## Voix off
- Donald Reignoux (1er avril 2009 - 1er mai 2020)
- Yoann Sover (Steve le lama, 2014 - juillet 2016)

## Identité visuelle
Le logo permanent est vert.

Logos Disney XD
Logo de Disney XD du 1er avril 2009 au 3 janvier 2016.
Logo de la chaîne du 3 janvier 2016 au 7 avril 2020 pour la France, et jusqu'au 1er mai 2020 pour l'Afrique et l'Outre-Mer.
Logo de la version HD de la chaîne du 20 septembre 2011 au 4 janvier 2015.

## Slogans
- Y'a du nouveau dans ta télé ! (1er avril 2009-3 janvier 2016)
- Mais c'est quoi ce délire ?! (3 janvier 2016-2017)
- L'aventure, c'est délire ! (2017-7 avril 2020)

## Programmes
- American Dragon: Jake Long
- Brandy et M. Moustache
- Cornich' et Cahuète
- Cool Attitude
- Les Bio-Teens
- Mon pote le fantôme
- Pac-Man et les Aventures de fantômes
- Phinéas et Ferb
- Penn Zero : Héros à mi-temps
- Randy Cunningham, le ninja
- Souvenirs de Gravity Falls
- Star Butterfly
- Wander
- Kick Kasskoo
- Kim Possible
- Inazuma Eleven

## Diffusion
La chaîne est disponible en France, Monaco, Luxembourg, Suisse, Madagascar, Maurice et en Afrique.

### France
Disney XD est alors distribué exclusivement avec les offres Canal+ (Famille/Panorama).
| Canal+ | Freebox TV | SFR | La TV d'Orange |
| ------ | ---------- | --- | -------------- |
| 156    | 148        | 221 | 102            |

Disney XD n'est plus distribuée sur Numericable depuis le 31 décembre 2015.
Disney XD n'est plus disponible en France métropolitaine depuis le 7 avril 2020.

### Belgique
L'arrêt de Disney XD a été effectué le 31 mars 2020.

### Suisse
Disney XD est alors disponible dans les offres Premium de UPC et Naxoo, ainsi que sur Teleclub Premium (sur Sunrise et Swisscom TV).
Disney XD n'est plus distribuée en Suisse depuis le 1er avril 2020,.
| UPC Suisse | Naxoo | Sunrise |
| ---------- | ----- | ------- |
| 192        | 154   | 313     |

### Outre-mer
En 2015, Canalsat a repris l'exclusivité totale de la chaîne.
En France d'outre-mer, Disney XD a été remplacé par Ludikids,,.
| Canal+ Afrique | Canal+ Réunion | Canal+ Caraïbes |
| -------------- | -------------- | --------------- |
| 91             | 117            | 156             |